# Emperor Magus Caligula
Emperor Magus Caligula (Magnus "Masse" Broberg, nacido el 23 de mayo de 1973) en Ludvika Suecia, es un músico enfocado al Death metal melódico  y Black metal. Es mayormente conocido por haber sido el cantante (previamente también bajista) de la banda de Black Metal Dark Funeral, banda de la cual formó parte de 1995 a 2010 y decidió abandonar ya que tiene planes de casarse. Además, fue cantante en Dominion Caligula, fue el cantante original de Hypocrisy y reemplazó a Cristofer Johnson en el proyecto Demonoid.  

## Discografía

### Dark Funeral

#### Álbumes de estudio
- Angelus Exuro pro Eternus (2009)
- Attera Totus Sanctus (2005)
- Diabolis Interium (2001)
- Teach Children To Worship Satan (2000)
- Vobiscum Satanás (1998)

#### Recopilatorios y en vivo
- In The Sign… [Compilation] - (2000)
- De Profundis Clamavi Ad Te Domine [Live] - (2004)

#### DVD
- Attera Orbis Terrarum Pt.1 (2007)
- Attera Orbis Terrarum Pt.2 (2008)

### God Among Insects
- Zombienomicon (2006)
- World Wide Death (2004)

### Dominion Caligula
- A New Era Rises (2000)

### Hypocrisy
- Rest in Pain (1992)
- Penetralia (1992)
- Pleasure of Molestation (1993)
- Osculum Obscenum (1993)

### Como invitado
- The Project Hate MCMXCIX - Hate, Dominate, Congregate, Eliminate - Voces a través de todo el álbum
- Sanctification - Black Reign - Voces en "Black Reign" y "Stomr"